# Șciuțke, Domanivka
Șciuțke (în ucraineană Щуцьке) este un sat în comuna Prîbujjea din raionul Domanivka, regiunea Mîkolaiiv, Ucraina.

## Demografie
Componența lingvistică a localității Șciuțke
     Ucraineană (96,3%)
     Română (2,47%)
     Rusă (1,23%)
Conform recensământului din 2001, majoritatea populației localității Șciuțke era vorbitoare de ucraineană (96,3%), existând în minoritate și vorbitori de română (2,47%) și rusă (1,23%).